# Hayastani Ankaxowt'yan Gavat' 1993
La Hayastani Ankaxowt'yan Gavat' 1993 (conosciuta anche come Coppa dell'Indipendenza) è stata la seconda edizione della Coppa nazionale armena. Il torneo è iniziato nell'aprile 1993 e si è concluso il 25 maggio 1993. L'Ararat Yerevan ha vinto la coppa per la prima volta, battendo in finale il Shirak Gyumri.

## Quarti di finale
| Squadra 1               | Totale | Squadra 2      | Andata | Ritorno   |
| ----------------------- | ------ | -------------- | ------ | --------- |
| Banants Kotaik          | 11 – 0 | Van Yerevan    | 4 – 0  | 7 – 0     |
| Omenmen-SKIF Yerevan    | 1 – 3  | Shirak Gyumri  | 0 – 0  | 1 – 3     |
| Ararat Yerevan          | 7 – 2  | Kotayk Abovyan | 4 – 1  | 3 – 1     |
| Homenetmen AOSS Yerevan | 2 – 2  | Tsement Ararat | 1 – 0  | 1 – 2 dts |

## Semifinali
| Squadra 1               | Totale | Squadra 2      | Andata | Ritorno |
| ----------------------- | ------ | -------------- | ------ | ------- |
| Shirak Gyumri           | 3 – 2  | Banants Kotaik | 2 – 1  | 1 – 1   |
| Homenetmen AOSS Yerevan | 3 – 3  | Ararat Yerevan | 2 – 2  | 1 – 1   |

## Finale
| Erevan 25 maggio 1993 | Ararat Yerevan | 3 – 1 | Shirak Gyumri |  |